# Фудзиваракё
Фудзиваракё (яп. 藤原京 фудзиваракё:, «столица Фудзивара») — город, который был столицей Японии на протяжении шестнадцати лет, с 694 по 710 год. В то время он административно принадлежал провинции Ямато, сейчас это территория города Касихары в префектуре Нара. В Нихон сёки Фудзиваракё назван старым именем Арамасикё (яп. 新益京 арамасикё:); название «Фудзиваракё» популяризировано историком Садакити Китой.

## История
Фудзиваракё построен на территории, которую до него занимал род Накатоми, занимавшийся от имени двора наблюдением за исполнением синтоистских ритуалов и церемоний. По соседству располагалась база влиятельных родов Сога, Абэ, Косэ.
Вокруг дворца находились три «горы Ямато» (холма высотой от 70 до 130 метров), которые должны были защитить город от злых сил, одной из этих «гор» была Ама-но кагуяма (яп. 天の香具山), упомянутая в стихотворении императрицы Дзито.
Раскопки, проведённые в 2006 году, показали, что первые строительные работы в Фудзиваракё начались в конце царствования императора Тэмму, в 682 году. Площадь города была около 5 км², население — до 30 000 человек. Фудзивара стал первой столицей, построенной по китайскому образцу и ориентированной по сторонам света. Столицу в Фудзиваракё в 694 году перенесла императрица Дзито, город оставался ею в течение правления императора Момму и императрицы Гэммэй, а в 710 году императорский двор переехал во дворец Хэйдзё в Наре, начав период Нара.

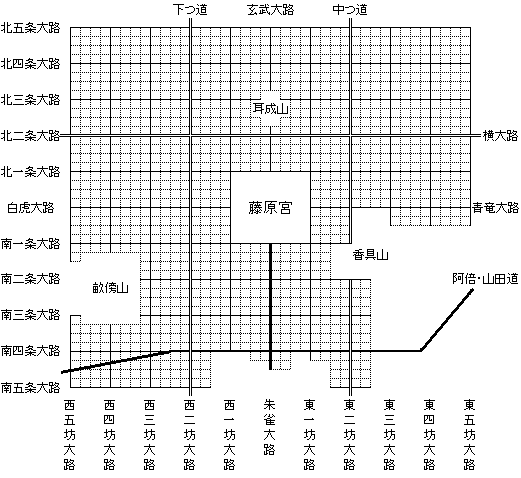
Карта Фудзиваракё

Город был квадратным в плане, со стороной 5,3 км (и площадью 28,09 км²). Дворец (яп. 藤原宮 фудзивара но мия) занимал площадь около одного квадратного километра и был окружён четырьмя пятиметровыми стенами, в каждой из которых имелось трое ворот; главные ворота Судзакумон находились в южной стене. Тронная палата и прочие дворцовые сооружения Фудзиваракё впервые в истории дворцовой японской архитектуры имели крыши в китайском стиле. Здесь жил император и знать, здесь же находились центральные административные органы. Это первая столица с постоянным дворцом.
Через год после переноса столицы, в 711, Фудзиваракё очень сильно пострадал в пожаре и не был отстроен заново. Раскопки начались в 1934, в результате работы археологов восстановлены фрагменты дворца. На раскопках найдено около десяти тысяч деревянных табличек (яп. 木簡 моккан) с китайскими иероглифами.

## Культура
Культуру периода, на протяжении которого Фудзиваракё был столицей, принято называть культурой Хакухо. Примером архитектуры Хакухо является храм Кофуку-дзи. Несколько храмов, построенных в Фудзиваракё, вскоре перенесли в Нару, причём новое положение храма Якусидзи точно повторяет прежнее.
Фудзиваракё посвящено стихотворение императрицы Дзито в жанре вака, включённое в собрание Хякунин иссю:
Весна миновала.

Кажется, лето приспело.

Одежд белотканых

Сохнет холст на склонах твоих

Небесная гора Кагуяма!Оригинальный текст (яп.)春すぎて　夏来にけらし　白妙の　衣ほすてふ　天の香具山— Хякунин иссю
Какиномото-но Хитомаро написал в честь строителей дворца в Фудзиваракё песнь, включённую в Манъёсю под номером 50:

Мирно правящая здесь, государыня моя!

Ты, что озаряешь высь, солнца дивное дитя!

Оглядев свою страну, где правление вершишь,

Ты решила, чтоб дворец возвышался ныне здесь,

В Фудзивара, где цветут вишен пышные цветы,

Где из тонких волокон фудзи ткётся полотно.
[…]
— Манъёсю, перевод А. Е. Глускиной